# Paula Kilvington
Paula Kilvington (* 1957) ist eine englische Badmintonspielerin. 

## Karriere
Paula Kilvington gewann 1975 bei der Junioren-Europameisterschaft Silber im Dameneinzel und Bronze im Damendoppel. 1977 siegte sie bei den Welsh International, 1979 bei den Portugal International. 1981 war sie in Deutschland erfolgreich. Bei den All England des gleichen Jahres wurde sie Zweite. 1984 gewann sie ihren einzigen nationalen Titel im Damendoppel mit Gillian Gilks.

## Sportliche Erfolge
| Saison | Veranstaltung                             | Disziplin   | Platz | Name                              |
| ------ | ----------------------------------------- | ----------- | ----- | --------------------------------- |
| 1975   | Junioren-Europameisterschaft              | Damendoppel | 3     | Paula Kilvington / Karen Bridge   |
| 1975   | Junioren-Europameisterschaft              | Dameneinzel | 2     | Paula Kilvington                  |
| 1975   | England: Einzelmeisterschaft der Junioren | Dameneinzel | 1     | Paula Kilvington                  |
| 1977   | Welsh International                       | Dameneinzel | 1     | Paula Kilvington                  |
| 1978   | Portugal International                    | Damendoppel | 1     | Barbara Sutton / Paula Kilvington |
| 1979   | Hungarian International                   | Dameneinzel | 1     | Paula Kilvington                  |
| 1980   | Scottish Open                             | Damendoppel | 1     | Karen Bridge / Paula Kilvington   |
| 1980   | Scottish Open                             | Dameneinzel | 1     | Paula Kilvington                  |
| 1981   | Welsh International                       | Damendoppel | 1     | Gillian Gilks / Paula Kilvington  |
| 1981   | Scottish Open                             | Damendoppel | 1     | Gillian Gilks / Paula Kilvington  |
| 1981   | Dutch Open                                | Damendoppel | 1     | Gillian Gilks / Paula Kilvington  |
| 1981   | German Open                               | Damendoppel | 1     | Gillian Gilks / Paula Kilvington  |
| 1981   | All England                               | Damendoppel | 2     | Gillian Gilks / Paula Kilvington  |
| 1984   | England: Einzelmeisterschaften            | Damendoppel | 1     | Gillian Gilks / Paula Kilvington  |